# Crinodendron
Crinodendron es un género con 8 especies descritas de plantas y de estas, solo 4 aceptadas, perteneciente a la familia Elaeocarpaceae.

## Taxonomía
El género fue descrito por Juan Ignacio Molina  y publicado en Enumeratio Plantarum Javae 2: 241. 1828.

## Especies aceptadas
A continuación se brinda un listado de las especies del género Crinodendron aceptadas hasta marzo de 2013, ordenadas alfabéticamente. Para cada una se indica el nombre binomial seguido del autor, abreviado según las convenciones y usos:

## Especies
- Crinodendron brasiliense Reitz & L.B.Sm.
- Crinodendron hookerianum Gay
- Crinodendron patagua Molina
- Crinodendron tucumanum Lillo